# Římskokatolická farnost Mukařov u Mladé Boleslavi
Římskokatolická farnost Mukařov u Mladé Boleslavi (lat. Mukarzovium, něm. Mukarschow) je církevní správní jednotka sdružující římské katolíky na území obce Mukařov a v jejím okolí. Organizačně spadá do turnovského vikariátu, který je jedním z 10 vikariátů litoměřické diecéze.

## Historie farnosti
Jedná se o tzv. starobylou farnost. Později se stala filiálkou fary v Březně. Od roku 1787 jsou v místě vedeny matriky. Od roku 1795 zde byla lokálie. Roku 1856 byla farnost kanonicky obnovena.

### Duchovní správcové vedoucí farnost
Začátek působnosti jmenovaného v duchovní správě farnosti od:
- 1363 Petrus
- 1363 Mathias z Vožice
- 1364 Joannes z Měnína
- 1377 Hanko
- Thomas, † 1406
- 1406 Všech z Měnína
- 1408 Joannes
- 1408 Martinus
- 1409 Joannes Ridlo
- 1413 Čeněk
- 1413 Mathias
- 1416 Nicolaus
- 1787 cap. loc. Hyacinth. Wostrzebal OP
- 1802 cap. loc. Ioann. Ullrich, n. 1. 9. 1766 Bautzen, o. 19. 3. 1791, † 14. 5. 1837
- 1810 cap. loc. vacat
- 1810 cap. loc. Wenc. Müller, n. 18. 9. 1785 Hirschberg., o. 8. 4. 1808, † 5. 11. 1836
- 1817 cap. loc. Franc. Raubach, n. 26. 4. 1775 Semily, o. 8. 9. 1805, † 16. 5. 1843
- 1821 cap. loc. Anton. Skala, n. 8. 5. 1778 M. Boleslav, o. 12. 9. 1802, † 24. 12. 1834
- 1834 cap. loc. Wenc. Eichler, n. 23. 9. 1790 Cistaens. o. 15. 8. 1816, † 7. 2. 1865
- 1835 cap. loc. vacat
- 1836 cap. loc. Ioann Bubak, n. 26. 11. 1796 Mn. Hradiště, o. 24. 8. 1822, † 5. 5. 1871
- 1849 cap. loc. Jos. Baudis, n. 15. 3. 1805 Turnov, o. 28. 9. 1832
- 1856 proto. par. (prvo-farář) Jos. Baudis, n. 15. 3. 1805 Turnov, o. 28. 9. 1832, † 31. 8. 1887
- 1866 par. vacat, admin. int. Eduard. Fleischmann
- 1867 Franc. Zima, n. 15. 1. 1823 Nudvojovic. o. 26. 7. 1847, † 10. 7. 1891
- 1880 Franc. Filip, n. 28. 12. 1840 Heřmanic. o. 29. 6. 1866, † 3. 9. 1890
- 1890 par. vacat, admin. Paul Jironek
- 1891 Alois Holínský, n. 14. 4. 1859 Slané, o. 8. 7. 1883, † 21. 11. 1911
- 1901 par. vacat, admin. interc. Franc. Hlaváč
- 1902 Vitus Kaska, n. 10. 3. 1861 Moravčice, o. 16. 5. 1886
- 1907 par. vacat, admin. interc. Jos. Fukárek
- 1908 Ottocar. Kobosil, n. 21. 4. 1864 Příšovice, o. 16. 5. 1889, † 10. 3. 1915
- 1916 Vinc. Štros, n. 16. 7. 1875 Rohacko, o. 15. 7. 1900, † 3. 4. 1934
- 1928 par. vacat, admin. interc. Adalb. Bílý
- 1934 Vinc. Štros, n. 16. 7. 1875 Rohacko, o. 15. 7. 1900, † 3. 4. 1934
- 1935 par. vacat, admin. interc. Herman. Parton
- 1. 11. 1938 Wenc. Kvapil n. 28. 8. 1886 Budějovice, o. 2. 6. 1918
- 1. 7. 1965 František Kobr
- 1. 10. 1973 Karel Kahoun
- 7. 1. 2002 Jiří Veith
- 20. 2. 2004 Karel Kahoun
- 1. 8. 2004 Radek Jurnečka
- 1. 7. 2010 Pavel Mach, admin. exc. z Mnichova Hradiště[3]

## Území farnosti
Do farnosti náleží území obce:
- Borovice
- Jivina
- Mukařov
- Neveklovice
- Vicmanov

## Římskokatolické sakrální stavby a místa kultu na území farnosti
| | Foto   | Stavba              | Místo   | Bohoslužby                      | Zeměpisné souřadnice             | Status       | Číslo kulturní památky                       |
| Kostel | Kostel | Kostel              | Kostel  | Kostel                          | Kostel                           | Kostel       | Kostel                                       |
| --- | ------ | ------------------- | ------- | ------------------------------- | -------------------------------- | ------------ | -------------------------------------------- |
| 1. |        | Kostel sv. Vavřince | Mukařov | bližší informace o bohoslužbách | 50°34′8″ s. š., 14°55′38″ v. d.  | farní kostel | 18469/2-1700 (Pk•MIS•Sez•Obr•WD) (Q24639798) |
| Kaple |        |                     |         |                                 |                                  |              |                                              |
| 2. |        | Kaple               | Jivina  | bohoslužby příležitostně        | 50°33′11″ s. š., 14°56′59″ v. d. | obecní kaple | —                                            |
| Některé drobné sakrální stavby a pamětihodnosti lze dohledat zde v databázi Drobné sakrální památky Zaniklé sakrální stavby lze dohledat zde v databázi Poškozené a zničené kostely, kaple a synagogy v České republice |        |                     |         |                                 |                                  |              |                                              |

Ve farnosti se mohou nacházet i další drobné sakrální stavby, místa římskokatolického kultu a pamětihodnosti, které neobsahuje tato tabulka.

## Příslušnost k farnímu obvodu
Z důvodu efektivity duchovní správy byl vytvořen farní obvod (kolatura) farnosti Mnichovo Hradiště, jehož součástí je i farnost Mukařov u Mladé Boleslavi, která je tak spravována excurrendo.

## Galerie

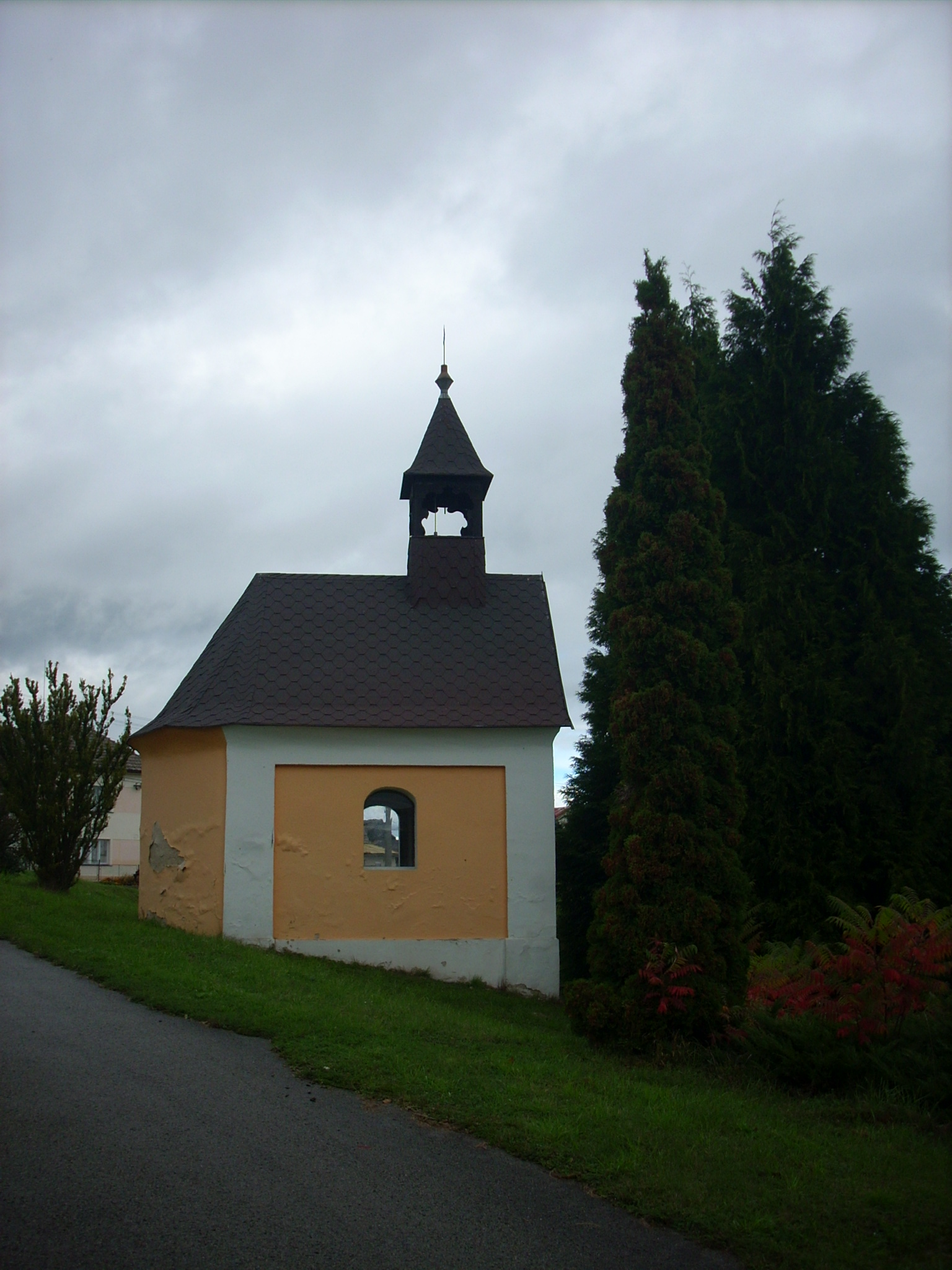
Kaplička v obci Vicmanov
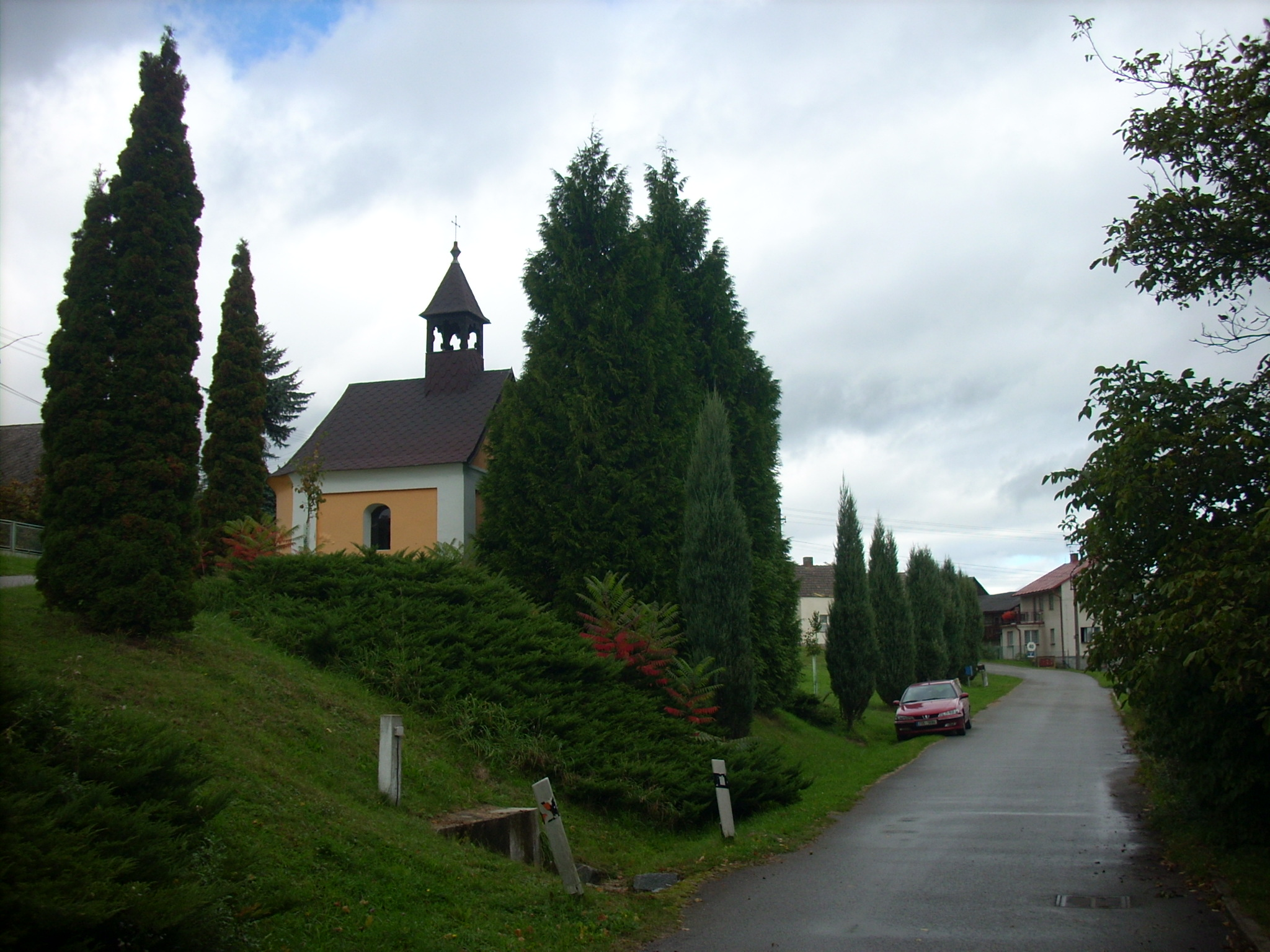
Kaplička na návsi ve Vicmanově